# Sede titolare di Amasea
Amasea (in latino Amasena seu Amasiensis) è una sede arcivescovile titolare della Chiesa cattolica.

## Storia
Amasea, corrispondente alla città turca di Amasya, fu la sede metropolitana della provincia romana dell'Elenoponto nel patriarcato di Costantinopoli, attestata a partire dal III secolo. Ancora esistente agli inizi del XX secolo, la metropolia di Amasea fu de facto soppressa in seguito agli accordi del trattato di Losanna del 1923 che impose obbligatoriamente lo scambio delle popolazioni tra Grecia e Turchia, per cui tutti i cristiani greco-ortodossi che abitavano l'Anatolia dovettero trasferiti in Grecia.
Dal XVII secolo Amasea è annoverata tra le sedi arcivescovili titolari della Chiesa cattolica; la sede è vacante dal 14 gennaio 1995. Il suo ultimo titolare è stato James Patrick Carroll, vescovo ausiliare di Sydney in Australia.
Con il breve apostolico Ad supremam equidem del 15 febbraio 1743, la sede titolare di Amasea fu unita a quella episcopale di Pavia; i vescovi di Pavia ebbero così il titolo di arcivescovi di Amasea con il diritto di portare il pallio. Questa unione durò fino al 1820, quando le sedi furono separate con la bolla Paternae charitatis di papa Pio VII.

## Cronotassi degli arcivescovi titolari
- Giovanni Battista Agucchi † (23 ottobre 1623 - 1º gennaio 1632 deceduto)
- Fausto Poli † (14 marzo 1633 - 13 luglio 1643 nominato cardinale presbitero di San Crisogono)
- Egidio Colonna, O.S.B. † (19 dicembre 1643 - 19 gennaio 1671 nominato patriarca titolare di Gerusalemme dei Latini)
- Francesco de' Marini † (19 gennaio 1671 - 27 aprile 1676 nominato arcivescovo titolare di Teodosia)
- Ferdinando d'Adda † (3 marzo 1687 - 13 febbraio 1690 nominato cardinale presbitero di San Clemente)
- Agostino Cusani † (2 aprile 1696 - 14 ottobre 1711 nominato vescovo di Pavia)
- Fabrizio Aurelio de Agostini † (5 ottobre 1712 - 6 dicembre 1712 deceduto)
- Giovanni Cristoforo Battelli † (5 ottobre 1716 - 30 luglio 1725 deceduto)
- Giovanni Battista Gamberucci † (5 settembre 1725 - 28 novembre 1738 deceduto)
  - Titolo unito a Pavia (1743-1819)
- Jean-Paul-Gaston de Pins † (3 maggio 1824 - 30 novembre 1850 deceduto)
- József Krivinai Lonovics † (29 marzo 1861 - 27 novembre 1866 nominato arcivescovo di Kalocsa)
- Jean-Baptiste François Pompallier, S.M. † (19 aprile 1869 - 21 dicembre 1871 deceduto)
- Silvestre Guevara y Lira † (9 gennaio 1877 - 20 febbraio 1882 deceduto)
- Giuseppe Macchi † (9 aprile 1889 - 19 agosto 1897 nominato arcivescovo titolare di Tessalonica)
  - Paul Rubian † (24 febbraio 1900 - 16 aprile 1911 deceduto)[2]
- Bertram Orth † (1º ottobre 1908 - 10 febbraio 1931 deceduto)
- Frantisek Kordác † (21 luglio 1931 - 26 aprile 1934 deceduto)
- Gustavo Testa † (4 giugno 1934 - 14 dicembre 1959 nominato cardinale presbitero di San Girolamo dei Croati)
- Gaetano Malchiodi † (26 gennaio 1960 - 22 gennaio 1965 deceduto)
- James Patrick Carroll † (15 ottobre 1965 - 14 gennaio 1995 deceduto)